# García Sánchez III de Pamplona

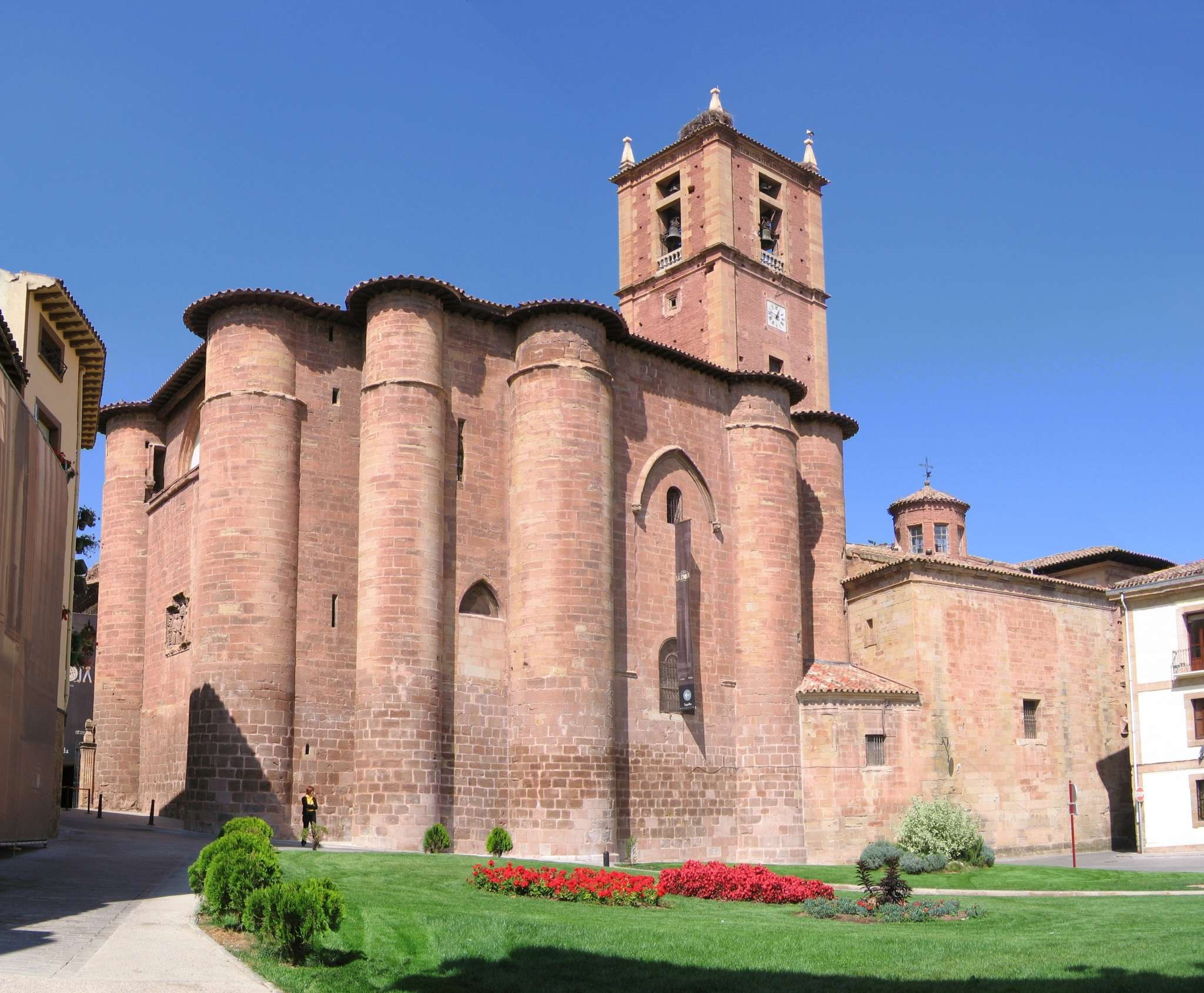
Arriba, el Monasterio de Santa María la Real de Nájera, fundado por García Sánchez III

García Sánchez III, apodado el de Nájera (Nájera, c.1012 Nájera-Atapuerca, 1 de septiembre de 1054), fue rey de Nájera-Pamplona desde 1035, además de gobernar Álava y gran parte del Condado de Castilla (La Bureba, Trasmiera, Montes de Oca, Las Encartaciones y Las Merindades). Era hijo de Sancho III el Mayor y de Muniadona Sánchez.

## Biografía
Nació en Nájera alrededor del año 1012. Heredó del trono a la muerte de su padre, Sancho Garcés III de Pamplona, según la costumbre, pues el primogénito Ramiro, que heredó Aragón, era hijo ilegítimo.
Venció a su hermano Ramiro I de Aragón en Tafalla (1043), fijando la frontera oriental de su reino y apoderándose de parte de las tierras occidentales de Ramiro. Tras reconciliarse con este en 1044, aprovechó la ruptura de Ramiro con los Banu Hud para arrebatarles Calahorra en 1045. Esta conquista le dio el dominio del Ebro medio. Como consecuencia del revés sufrido, se cree que el emir zaragozano se hizo su vasallo.
El 12 de diciembre de 1052 consagró el Monasterio de Santa María la Real de Nájera que había mandado construir unos años antes. Tras esto quiso enriquecerlo trayendo los cuerpos de santos de la comarca, pidiendo su aprobación a los obispos Sancho de Pamplona, García de Álava y Gómez de Burgos. En 1052 intentó trasladar el cuerpo de san Felices de Bilibio, llegando a tal acuerdo con el obispo de Álava. Este se dirigió a los Riscos de Bilibio acompañado de muchos caballeros, pero cuando abrió la sepultura, sintió separarse del túmulo y se le torció la boca, tras lo que dio inicio una fuerte tormenta. Al parecer que el cielo se oponía al traslado, se marcharon, pero parece que el obispo conservaría la deformación de su cara de por vida. El 29 de mayo de 1053 intentó trasladar los restos de Millán sin conseguirlo, por el milagro de los bueyes que no querían continuar con el traslado. Por este milagro decidió construir un nuevo monasterio para albergar su cuerpo en el lugar donde los bueyes habían quedado parados, este sería el Monasterio de San Millán de Yuso.

## Relaciones con Castilla
Además de recibir de Sancho el Mayor el reino patrimonial de Pamplona-Nájera, García heredó de su madre Álava y gran parte del Condado de Castilla (La Bureba, Trasmiera, Montes de Oca, Las Encartaciones y Castella Vetula). Si bien para José María Lacarra estos territorios los dio Fernando a García por la ayuda prestada en la batalla de Tamarón, esta teoría de Lacarra se hace imposible en la actualidad gracias a la documentación, ya que el nombre de García antes de la batalla de Tamarón ya aparece calendando los diplomas de Valpuesta, o en la documentación del monasterio de Valvanera y San Millán reinando en Oca y en la Bureba.
El propio García describe así en 1044 y 1046 el territorio donde gobierna:

Reinando el rey García, que mandó hacer esta escritura, en Pamplona y en Álava y en Castilla Vieja hasta Burgos y hasta Bricia, poseyendo también Cudeyo con su término en Asturias; su hermano Fernando rey en León y en Burgos...

No es de extrañar que cuando García restaura el Monasterio de Santa María del Puerto en Santoña, el escriba considere que García reinaba en Pamplona y Castilla, y Fernando en León y Galicia:

En aquel tiempo cuando reinaba el rey García en Pamplona y en Castilla y su hermano Fernando rey de León y de Galicia

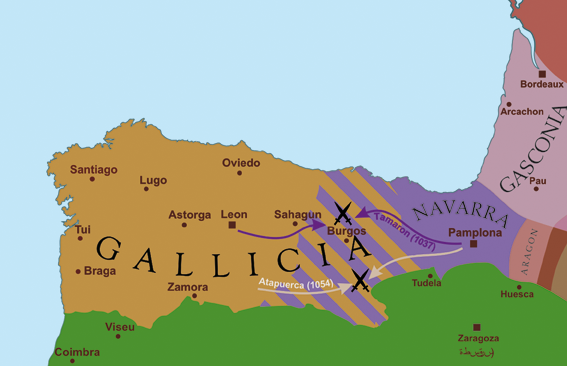
Campañas militares de 1037 y 1054

En el año 1037, cuando su hermano Fernando I de León solicitó su ayuda para combatir a su cuñado Bermudo III cerca del Pisuerga, este se la prestó, combatiendo los dos hermanos juntos contra el monarca leonés en la batalla de Tamarón, siendo vencido y muerto el último varón descendiente directo del dux Pedro de Cantabria.
Debido al conflictivo reparto de las tierras castellanas, estalló la lucha entre los hermanos Fernando y García; este último pereció en la batalla de Atapuerca el 1 de septiembre de 1054. Su cadáver se sepultó en el monasterio de Santa María la Real de Nájera, que había fundado.

## Matrimonio y descendencia
García Sánchez III de Pamplona se casó en 1038 en Barcelona con Estefanía, viuda de su primer matrimonio y, según Jaime de Salazar y Acha, con una hija llamada Constanza, que fue la esposa del infante Sancho Garcés. En su boda, García Sánchez entregó en arras, entre otros bienes, a ambabus Cambaribus, los dos Cameros riojanos. Con ella tuvo nueve hijos:
- Sancho IV el de Peñalén (c. 1039–4 de junio de 1076),[15] rey de Navarra, casado con Placencia de Normandía;
- Urraca Garcés, señora de Alberite, Lardero y Logroño, casada hacia 1074 con el conde García Ordóñez[15](muerto el 30 de mayo de 1108 en la batalla de Uclés), señor de Nájera y Grañón;
- Ermesinda o Hermesinda Garcés (fallecida después del 1 de julio de 1110), casada con Fortún Sánchez, señor de Yarnoz[15] y de Yéqueda. En 1076 acompañaba a su hermano Raimundo en Peñalén cuando este asesinó al hermano mayor de ambos;
- Ramiro de Pamplona[15] (fallecido el 6 de enero de 1083), señor de Calahorra, de Torrecilla en Cameros y de Ribafrecha y sus villas. Casado con Teresa. Murió luchando por Alfonso VI de León, asesinado por los moros del castillo de Rueda de Jalón cuando estos simularon la rendición del castillo al rey de Castilla;
- Fernando de Pamplona[15] (fallecido en 1068), señor de Bucesta, Jubera, Lagunilla y Oprela.[c]
- Ramón (Raimundo) de Pamplona el Fratricida [15](fallecido después de 1079), señor de Murillo y Agoncillo. Después del asesinato de su hermano y rey Sancho IV el de Peñalén, se refugió en Zaragoza con el rey moro Al-Muqtadir.
- Jimena Garcés de Pamplona[15] (fallecida después del 27 de mayo de 1085), señora de Corcuetos (Navarrete), Hornos y Daroca;
- Mayor Garcés de Pamplona[15] (fallecida después de 1115), señora de Yanguas, Atayo y Velilla. No es probable que sea, por cuestión de fechas, la Mayor casada con el conde Guy II de Mâcon;
- Sancha Garcés de Pamplona (m. 1065)

García Sánchez III de Pamplona tuvo otros hijos bastardos, con madre o madres desconocidas:
- Sancho Garcés, señor de Uncastillo y Sangüesa, casado con Constanza,[15] quien pudiera ser la hija del primer matrimonio de Estefanía y, por  tanto, su hermanastra aunque sin lazos de sangre.[19] Su hijo, Ramiro Sánchez fue el padre de García Ramírez IV «el Restaurador», rey de Pamplona;[20] y
- Mencía Garcés (fallecida después de 1073), casada con Fortún Ochoa, primer tenente de Cameros,[20] señores ambos de Nalda, Leza y Jubera.
- Sancha Garcés, citada en un documento del monasterio de San Millán de la Cogolla.[20]

| Predecesor: Sancho Garcés III | Rey de Nájera-Pamplona 1035 – 1054 | Sucesor: Sancho Garcés IV |